# Presse-Océan
Presse-Océan è un quotidiano francese fondato a Nantes nel 1945.

## Storia
Le Phare de la Loire, storico quotidiano di Nantes fondato nel 1852, continuò ad uscire anche durante l'occupazione nazista. La sera del 13 agosto 1944, il giorno dopo la liberazione della città, le sue attrezzature furono requisite dai partigiani del Comité départemental de Libération e due giorni dopo la testata fu chiusa con l'accusa di collaborazionismo. Il 17 agosto il Comitato fece uscire per la prima volta La Résistance de l'Ouest con direttore Jean Philippot del Front National, con Jean-Baptiste Gendron come redattore capo.
Il 17 settembre 1945 il giornale passò sotto il controllo effettivo dell'USDR di René Pleven.
Nel giugno 1960, La Résistance de l'Ouest diventa Presse Océan.
Nel 2005 fu acquisito dal gruppo Groupe Sipa - Ouest-France.